# Дјеливол
Дјеливол (фр. Dieulivol) насеље је и општина у југозападној Француској у региону Аквитанија, у департману Жиронда која припада префектури Лангон.
По подацима из 2011. године у општини је живело 308 становника, а густина насељености је износила 29,42 становника/km². Општина се простире на површини од 10,47 km². Налази се на средњој надморској висини од 80 метара (максималној 111 m, а минималној 22 m).

## Демографија
| 1962. | 1968. | 1975. | 1982. | 1990. | 1999. | 2011. |
| ----- | ----- | ----- | ----- | ----- | ----- | ----- |
| 245   | 332   | 266   | 232   | 248   | 263   | 308   |

График промене броја становника у току последњих година